# بيريجاني

شعار المدينة

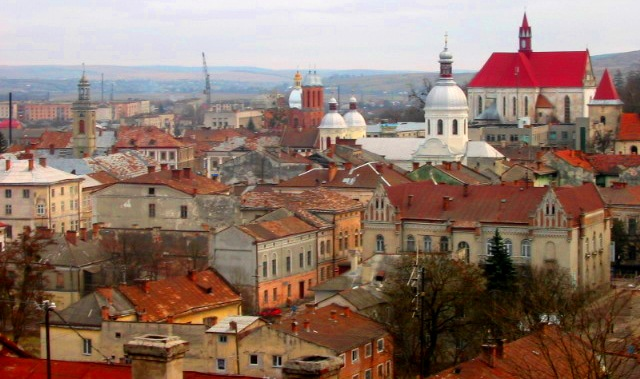
منظر للمدينة القديمة

بيريجاني (Бережани) هي مدينة في مقاطعة تيرنوبيلسكا في أوكرانيا.
يبلغ عدد سكانها حوالي 18276 نسمة.